# 楊銘威
楊銘威（1989年6月8日—），台灣男演員、歌手，2007年加入演藝圈，以主演首部電視劇「我要變成硬柿子」正式出道，代表戲劇作品有《我要變成硬柿子》，《歡喜來逗陣》，《魔女18號》。

## 音樂作品

### 單曲
- 2017年 昌璟翔《大酷哥》
- 2020年 傅薇、高蕾雅、魯庭雨、孔晨羽、水君、王暹康、鍾欣凌、許傑輝、邱凱偉、王少偉、楊銘威《阿無莫》

## 影視作品

### 長篇劇集
- 2007年 華視《我要變成硬柿子》 飾 阮適止
- 2008年 華視《歡喜來逗陣》 飾 石強尼／曾強尼
- 2008年 中視《牽牛花開的日子》 飾 歐洋洋（成年）
- 2009年 華視《魔女18號》 飾 朱耀威
- 2010年 華視《我的排隊情人》 飾 羅德華
- 2011年 華視《艋舺燿輝》 飾 莊正國
- 2011年 台視、三立都會台《勇士們》 飾 杜為義
- 2011年 公視《單數絕配》 飾 溫寶玉
- 2013年 華視《我愛幸運七》 飾 林裕孝
- 2013年 三立都會台、東森綜合台《幸福選擇題》 飾 童小維
- 2014年 台視、三立都會台、東森綜合台《愛上兩個我》 飾 賈蓋先
- 2014年 三立都會台、東森綜合台《我的寶貝四千金》 飾 蕭國欽
- 2015年 三立都會台《莫非，這就是愛情》 飾 Curry（客串）
- 2015年 台視、三立都會台《愛上哥們》 飾 廖廣超
- 2015年 大愛電視台《美好心境界》 飾 陳炤榮
- 2016年 華視《海海人生》 飾 小峰
- 2016年 中視、中天《美好年代》 飾 吳博啟
- 2017年 中視《櫻桃小丸子》 飾 永澤君男
- 2017年 東森綜合台《鐘樓愛人》 飾 廖海盟
- 2017年 三立都會台、台視《已讀不回的戀人》飾 韓森
- 2019年 華視《最佳利益》飾 林學睿
- 2020年 公視《我的婆婆怎麼那麼可愛》飾 蘇秉仁
- 2020年 三立都會台《天巡者》 飾 城隍爺
- 2021年 大愛電視台《姊姊向前衝》 飾 小周
- 2021年 華視《廢財闖天關2》 飾 城隍爺
- 2021年 公視、myVideo、Netflix《火神的眼淚》 飾 市長機要秘書
- 2021年 大愛電視台《觀音對我笑》 飾 謝來文(年輕時期)
- 2021年 TVBS歡樂台《機智校園生活》飾 曾抱謙 (特別演出)
- 2022年 Disney+、Bilibili《正義的算法》飾 林偉強
- 2022年 TVBS歡樂台《機智校園生活-青春萬歲》飾 曾抱謙
- 2022年 TVBS歡樂台《機智校園生活-必勝高三生》飾 曾抱謙／曾定一
- 2023年 公視台語台、華視《再見之後》 飾 楊士修
- 2023年 公視台語台、華視《婚姻結業式2》 飾 藝廊經理
- 2023年 公視、八大戲劇台《最佳利益2－決戰利益》飾 林學睿[2]
- 2023年 公視、八大戲劇台《最佳利益3－最終利益》飾 林學睿
- 2024年 公視《我的婆婆怎麼那麼可愛2》飾 蘇秉仁
- 2025年 TVBS歡樂台《舊金山美容院》飾
- 2025年 大愛電視台《以身相許》 飾 張純樸
- 2026年 《新手上路》 飾

### 迷你劇集
- 2021年 華視《俗女養成記2》 飾 小杜
- 2023年 Netflix《此時此刻》 飾 葛嘉豪
- 2024年 CATCHPLAY+《都市懼集-智能家電》 飾
- 2024年 Netflix《乩身》 飾 張泯

### 電視電影
- 2016年 緯來電影台 《愛上花豹女》導演：李鼎 飾演：王子
- 2017年 緯來電影台 《麥呆的劈腿日記》導演：馬進達＆林敏祥　飾演：林達德
- 2018年 緯來電影台 《台妹向前衝》導演：馬進達＆張天霖　飾演：吳曉鵬

### 長篇電影
- 2010年《近在咫尺》導演：程孝澤　飾演：小鬼
- 2023年《我的婆婆怎麼把OO搞丟了》導演：鄧安寧 飾演：蘇秉仁
- 2023年《山中森林》導演：姜寧 飾演：三板橋幫殺手(客串)

### 主持節目
- 2022年 台視《來吧！營業中》第一季
- 2023年 台視《來吧！營業中》第二季
- 2023年 TVBS歡樂台《新北市歡樂耶誕城》
- 2024年 台視《全員請上車》
- 2024、2025年 東森綜合台、華視《花甲少年趣旅行》第89-91集、第149-151集
- 2025年 《明星製作公司》

#### 節目來賓
- 2022、2023年 TVBS歡樂台《11點熱吵店》
- 2022年 三立都會台《綜藝大熱門》
- 2023年 TVBS歡樂台《女人我最大》
- 2023年 東森綜合台《社長之路》
- 2024年 台視、八大綜合台《嗨！營業中》第四季小幫手

### 舞台劇
- 2020年 故事工廠《我們與惡的距離全民公投劇場版》 飾演：林一駿
- 2025年 躍演《完美陌生人》 飾演：王國豪

## 網路節目
2022年6月15日 小玉兒YT【天龍國玉膳房】
2022/8/1 - 8/8   好玩先生mrplayer.tw (outdoor life )  feat. 姚元浩  . 吳映潔

### 音乐录影带(MV)
- 2017年 昌璟翔《大酷哥》
- 2019年 薛之謙《聊表心意 （页面存档备份，存于）》

## 獎項紀錄
| 年份   | 頒獎典禮      | 獎項             | 作品                     | 角色   | 結果 |
| ------ | ------------- | ---------------- | ------------------------ | ------ | ---- |
| 2015年 | 第4屆華劇大賞 | 最佳綠葉獎       | 《我的寶貝四千金》       | 蕭國欽 | 獲獎 |
| 2021年 | 第56屆金鐘獎  | 戲劇節目男配角獎 | 《我的婆婆怎麼那麼可愛》 | 蘇秉仁 | 提名 |
| 2024年 | 第59屆金鐘獎  | 戲劇節目男配角獎 | 《此時此刻》             | 葛嘉豪 | 提名 |

## 外部連結
- 楊銘威的Facebook專頁
- 楊銘威的Instagram帳戶
- 楊銘威的新浪微博
- TVBS 頂尖事務所 - 楊銘威 （页面存档备份，存于）